# Canon EOS 60D
50D 70D
Le Canon EOS 60D est un appareil photographique reflex numérique construit par Canon.
Il s'agit d'un appareil de milieu de gamme sorti en septembre 2010, successeur du Canon EOS 50D et prédécesseur du Canon EOS 70D.

## Description
L'apparence physique du 60D est différente de celle du 50D. 
Plusieurs boutons changent de place, bouton de mise sous tension, corbeille, commandes déportées sur la droite…
Il accueille un écran LCD de 3 pouces.
Remplacement des mémoires CompactFlash par des SD / SDHC et SDXC.
Le processeur d'images est un DIGIC 4.
Techniquement, il apporte quelques améliorations par rapport au 50D :
- La sensibilité s'étend désormais de 100 à 6400 ISO, avec une extension à 12800 ISO.
- Couverture du viseur : 96 % contre 95 % sur le 50D
- Écran LCD orientable (une première pour un reflex Canon) à 1 040 000 points (contre 920 000 pour le 50D et 7D)
- Enregistrement vidéo, avec les mêmes possibilités que sur l'EOS 550D :
  - Full HD 1080p à 24p, 25p et 30p avec drop frame timing
  - HD 720p à 50p (50 Hz) et 60p (59.94 Hz)
  - 480p à 50p (50 Hz) et 60p (59.94 Hz)
- Capteur de 18 mégapixels (tout comme les 550D, 600D, 650D et 7D)
- Posemètre à 63 zones double couche iFCL du 7D (35 zones sur le 50D)
- Doublement du nombre de photos prises avec une seule batterie (1 600 contre 800 pour le 50D)
- Bouton de test de profondeur de champ positionné à droite

Quelques caractéristiques ont en revanche été revues à la baisse :
- Boîtier en polycarbonate et non plus en alliage de magnésium (comme les 50D, 40D,…)
- Un mode rafale à 5,3 images par seconde contre 6,3 pour le 50D
- Absence de micro-ajustement de l'autofocus (présent sur 50D. Ce système permet de corriger un décalage de la mise au point.)

## Version 60Da
Une version conçue spécifiquement pour l'astrophotographie du Canon 60D est sortie début avril 2012, elle s'appelle 60Da. Elle utilise un filtre infrarouge modifié qui laisse passer une partie plus importante du spectre infrarouge et offre une sensibilité accrue dans le rouge, notamment la raie Hα de l'hydrogène émise par certaines nébuleuses.
Fin 2014, l'EOS 60Da est retiré du catalogue de Canon France.